# Solea (architektura)
Solea – ogrodzone podwyższenie wiodące przez środek wczesnochrześcijańskiej świątyni od ołtarza do ambony. 
Kapłanom służyło do swobodnego przejścia przez całą długość świątyni bez konieczności torowania sobie drogi przez tłum.